# Rivière Trévet
Pour les articles homonymes, voir Trévet.
La rivière Trévet est un affluent de la rivière Kekek, coulant le territoire de la ville de Senterre, dans la municipalité régionale de comté (MRC) de La Vallée-de-l'Or, dans la région administrative de l’Abitibi-Témiscamingue, au Québec, au Canada.
La rivière Trévet est située au nord de la zec Festubert.
La rivière Trévet coule entièrement en territoire forestier. La foresterie constitue la principale activité économique de ce bassin versant ; les activités récréotouristiques, en second. La surface de la rivière est habituellement gelée de la mi-décembre à la mi-avril.

## Géographie

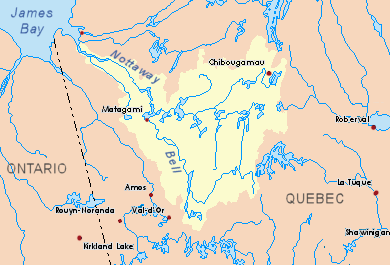
Bassin versant de la rivière Nottaway.

La rivière Trévet prend sa source à l’embouchure du lac Trévet (longueur : 6,6 km ; altitude : 450 m). Ce lac est enclavé par des montagnes dont un sommet atteint 458 m (côté ouest), un autre de 481 m (côté est du lac) Le lac Trévet est alimenté au sud-est par la décharge du Lac des Ormeaux et du Lac Dollard.
Le lac Trévet est situé à :
- l'ouest de la ligne de partage des eaux avec le bassin versant de la tête de la rivière Kekek qui coule vers le nord, jusqu’à la rivière Mégiscane ;
- au nord-est de la ligne de partage des eaux avec le bassin versant supérieur de la rivière Gordon.

L’embouchure du lac de tête est situé à 21,8 km au sud-est de la confluence de la rivière Trévet avec la rivière Kekek, à 90,3 km à l'est du centre-ville de Senneterre, à 112 km à l'ouest du centre du village de Parent et à 4,3 km au sud du chemin de fer du Canadien National.
Les principaux bassins versants voisins de la rivière Trévet sont :
- côté nord : rivière Mégiscane ;
- côté est : rivière Kekek, rivière Suzie ;
- côté sud : rivière Kekek, rivière Esperey, rivière Festubert ;
- côté ouest : rivière Serpent, lac Trévet, rivière Attic.

À partir de l’embouchure du lac Trévet, la rivière Trévet coule sur environ 35 km selon les segments suivants :
- 2,9 km vers le nord en passant du côté est d’une montagne dont le sommet atteint 524 m et en traversant un petit lac, jusqu’à la rive sud du lac Vanutelli ;
- 2,5 km vers le nord-ouest, en traversant le lac Vanutelli (longueur : 3,0 km ; altitude : 431 m), jusqu’à l’embouchure. Note

Le lac Vanutelli épouse la forme d’un H difforme. Le courant arrivant par la base du H ;
- 1,1 km vers le nord-ouest jusqu’à la décharge (venant de l'ouest) du lac Pabos ;
- 1,4 km vers le nord, jusqu’au chemin de fer du Canadien National ;
- 1,9 km vers le nord-ouest, puis le nord-est, jusqu’à la décharge (venant du sud-ouest) du lac Donovan ;
- 8,8 km vers le nord-est jusqu’à la décharge d’un lac (venant du sud) ;
- 14,4 km (ou 10,1 km en ligne directe) vers le nord-est, jusqu'à la confluence de la rivière[2].

La rivière Trévet se décharge sur la rive ouest de la rivière Kekek laquelle coule vers le nord pour aller se déverser sur la rive sud de la rivière Mégiscane. Cette dernière coule vers l'ouest en formant de grands zigzags et est un affluent de la rive est du lac Parent. Ce dernier lac est se déverse dans la rivière Bell, un affluent du lac Matagami. Ce dernier lac se déverse à son tour dans la rivière Nottaway, un affluent de la rive sud-est de la Baie James.
Cette confluence de la rivière Trévet avec la rivière Kekek est située à 13,7 km au nord de l’arrêt Rouleau-Siding du chemin de fer du Canadien National, à 10,3 km au sud de la confluence de la rivière Kekek avec la rivière Mégiscane, à 91,3 km à l'est de la confluence de la rivière Mégiscane avec le Lac Parent (Abitibi), à 102,3 km à l'ouest du centre du village de Parent, à 103,5 km à l'est du centre-ville de Senneterre.

## Toponymie
Le mot Trévet constitue un patronyme de famille d’origine française.
Le toponyme rivière Trévet a été officialisé le 5 décembre 1968 à la Commission de toponymie du Québec.